# Корпус сбора боевых разведывательных данных
Корпус сбора боевых разведывательных данных (ивр. חיל האיסוף הקרבי‎) — военный корпус Армии обороны Израиля, новейший структурный элемент в составе пограничных войск Израиля. Создан в апреле 2000 года для сбора разведданных на поле боя.
Осуществляет свою деятельность начиная с батальонного уровня и её численность увеличивается в зависимости от задач.

## История создания
В 1993 году было создано первое специализированное подразделение целевой разведки, предназначенное для работы на любом фронте, ЯХМАМ (сокращение от Target Field Intelligence, также известное как Nitzan Commando). Подразделение было предназначено для обеспечения разведки в режиме реального времени и поиска цели. Он был прикреплен к штабу армии сухопутных войск Израиля, и его солдаты носили черные береты, хотя находились под непосредственным командованием Генерального штаба.
В 1982—2000 годах во время Южно-ливанского конфликта, подразделение осуществляло разведку на поле боя. После катастрофы израильского вертолёта 4 февраля 1997 года, в результате которой подразделение потеряло двух человек из 73 жертв авиакатастрофы, Верховный Суд Израиля дал указание раскрыть их имена, и, следовательно, о существовании подразделения стало известно общественности.
Подразделение было переформировано в корпус в апреле 2000 года. В конце 2008 года штаб армии сухопутных войск Израиля принял решение переименовать её в «боевой корпус сбора разведданных» из «корпуса полевой разведки», чтобы подчеркнуть её боевой характер и отделиться от управления военной разведки, которому она ранее профессионально подчинялась.
Название было изменено в ноябре 2009 года. Кроме того, цвет берета корпуса был изменён с тёмно-зелёного (что связано с военной разведкой) на жёлтый.

## Структура
Корпус состоит из следующих подразделений: 
- 414-й полевой разведывательный батальон «Нешер» 143-й дивизии (Южный вонный округ — сектор Газа).
- 595-й полевой разведывательный батальон «Орел»[ивр.] 210-й дивизии (Севернный вонный округ — сектор Сирии).
- 636-й батальон разведки «Ницан»[ивр.] 877-й дивизии (Центральный вонный округ — Западный берег реки Иордан).
- 727-й полевой разведывательный батальон «Эйтам» 80-й дивизии (Южный вонный округ — сектор Негев).
- 869-й батальон разведки «Шахаф»[ивр.] («Чайка») 91-й дивизии (Севернный вонный округ — израильско-ливанская граница).
- Школа полевой разведки, также известна как Центр разведки.
- Центральное командовании ЦАХАЛа в Тель-Авив.

Каждый батальон включает в себя бойцов на специальных разведывательных автомобилях повышенной проходимости 4x4, и женщин, которые управляют различными камерами из центра управления.

## Командование
Главный офицер полевой разведки — бригадный генерал, который назначается начальником штаба армии ЦАХАЛ.
| Имя           | Годы службы |
| ------------- | ----------- |
| Амнон Суфрин  | 2000-2003   |
| Юваль Халамиш | 2003-2005   |
| Гай Липкин    | 2005-2007   |
| Ариэль Каро   | 2007-2009   |
| Эли Поллак    | 2009-2012   |
| Гай Бар-Лев   | 2012-2015   |